# Eulasiopalpus corpulentus
Eulasiopalpus corpulentus là một loài ruồi trong họ Tachinidae.